# Hans Buchholz (konstnär)
Heinz Buchholz, född 4 september 1906 i Berlin, död 2 augusti 1984 i Landskrona, var en tysk-svensk konstnär.
Buchholz studerade konst i vid Deutsche Kunst- und Handwerkerschule i Berlin 1924–1926, och i Frankrike samt Spanien. Han blev tidigt omtalad som en duktig konstnär. Efter studietiden arbetade han med dekorationsarbeten vid Krolloperan i Berlin. Under 1930-talet försämrades villkoren för den judiska befolkningen och Buchholz och hans fru Friedel beslutade sig för att lämna landet. En natt 1935 satte sig paret i en kanot med sina id-handlingar och färdkost för att ta sig till Danmark. När de några dagar senare förväntade sig Danmark på babords sida såg de istället land på styrbords sida, de var strax utanför Göteborg där de landsteg. År 1948 bosatte makarna sig i Bredared för att på 1970-talet flytta vidare till Landskrona. Separat ställde han ut på Wilkensons i Göteborg 1943 och medverkade i utställningen Konstnärer i Landsflykt vid Nybroplan i Stockholm 1944 samt i ett flertal grupp och samlingsutställningar. Bland hans offentliga arbeten märks vägg och takmålningar i Bredareds hembygdsgård från 1949. Hans konst består av landskap, figursaker och blomsterstilleben. Efter att hans hustru avlidit i magcancer 1983 förmörkades hans syn på livet och han målade en stor tavla som speglade hans eget liv. I ett hörn av tavlan ser man Berlins gator med de stora röda flaggorna med svarta hakkors på. Lite längre bort på tavlan ser man paret i en kanot över enorma vågor. I den vänstra delen av tavlan ser man ett litet hus mitt i skogen och lite längre ner skildras midsommarfirandet. År 1984 avslutade han på egen hand sitt liv.